# Гермопольская митрополия
Гермопо́льская митропо́лия (греч. Ιεράς Μητρόπολη Ερμουπόλεως) — епархия Александрийской Православной Церкви с кафедрой в городе Танте, Египет. Объединяет арабоязычные православные приходы Египта.
Архиерейский титул: митрополит Гермопольский, ипертим и экзарх Первого Египта.

## История
В IV-VI веках кафедра города Гермополя Малого (современный Даманхур) была центром епархии соответствовавшей пределам римской провинции Египта Первого и находилась в ведении Александрийского Патриархата. В состав этой епархии входила и Нитрийская гора. В арабскую эпоху Малый Гермополь пришёл в упадок и являлся титулярной епископией Коптской Церкви.
Гермопольская кафедра была восстановлена Александрийским Патриархатом в 1927 году.
Ныне митрополит Гермопольский является патриаршим эпитропом по окормлению арабоязычных православных Египта. В Танте действуют 4 православных храма: Сретения Господня, великомученика Георгия, Успения Пресвятой Богородицы и святителя Николая Чудотворца. Православные храмы и общины находятся также в городах Кафр-эз-Зайяте (церковь Великомученика Георгия), Эль-Махалле-эль-Кубре (церковь Великомученика Георгия),Бенхе (церковь Святого Николая Чудотворца), Шибин-эль-Коме (церковь Святого Спиридона, епископа Тримифунтского).

## Архипастыри
Древняя кафедра
- 325—343 — Агафаммон
- 354—362 — Драконтий
- ок. 373—384 — Исидор
- 394—403 — Диоскор
- 449—451 — Исаия
- 474—480 — Геннадий
- 681—689 — Захария

Современная кафедра
- 15 декабря 1927 — 11 февраля 1936 — Николай (Евангелидис)
- 16 мая 1937 — 30 мая 1940 — Арсений (Какояннис)
- 3 декабрь 1940 — 8 ноября 1962 — Евангел (Псиммас)
- 22 ноября 1968 — 26 ноября 1995 — Павел (Менас)
- 4 мая 1997 — 26 августа 2000 — Георгий (Азар)
- с 18 марта 2001 — Николай (Антониу)